# Hôtel d’Espinoy

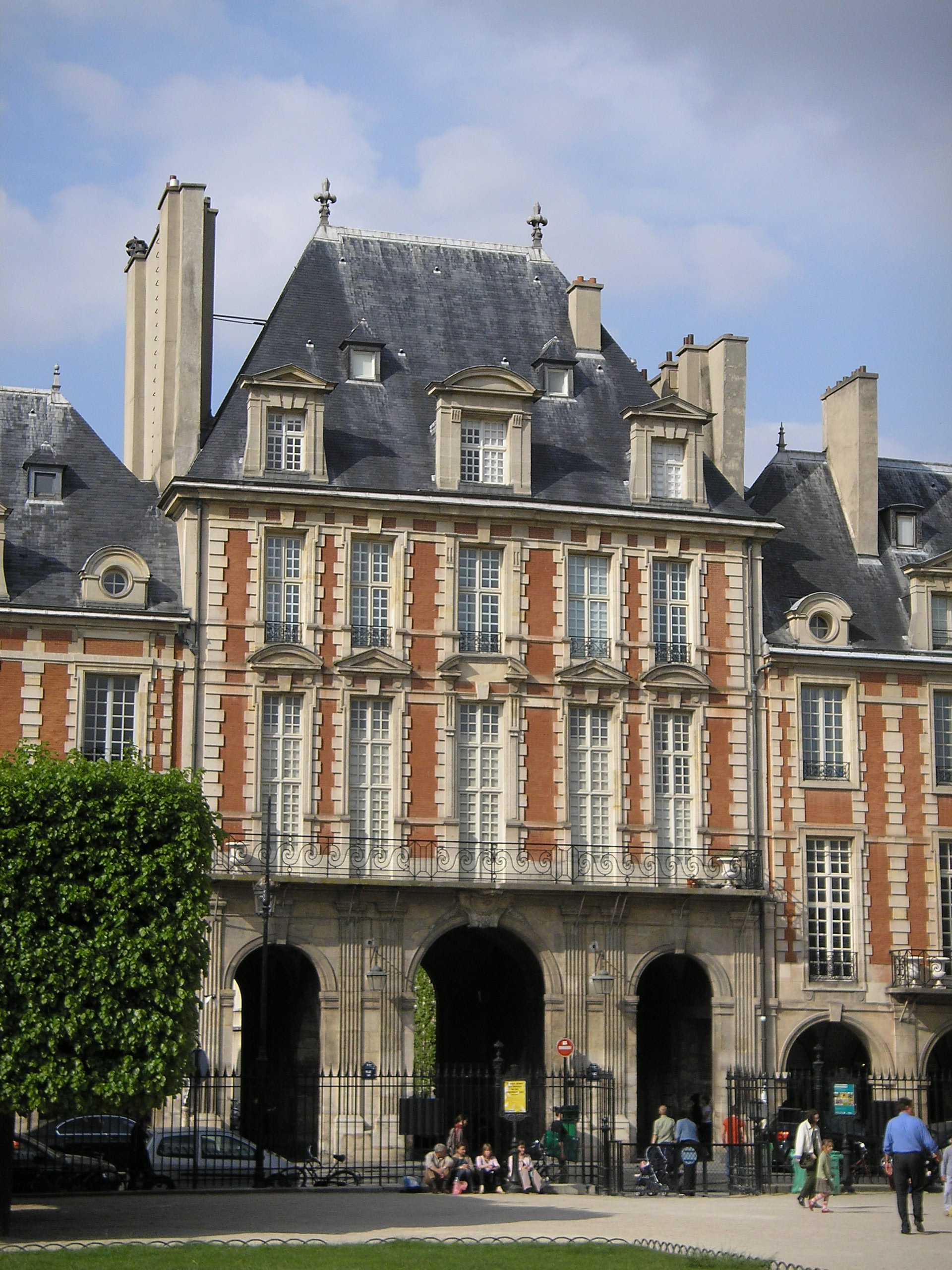
Hôtel d’Espinoy in Paris (2006)

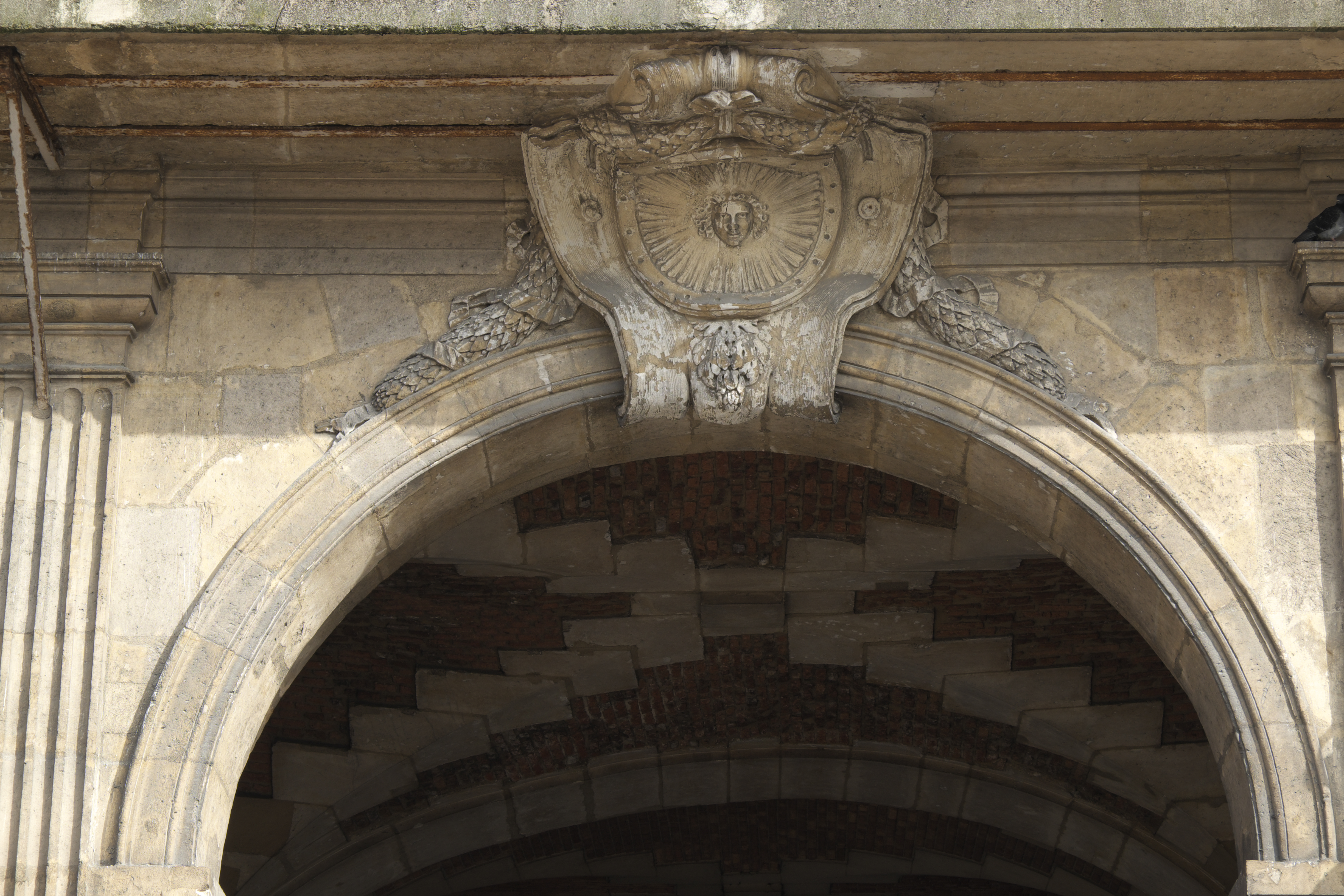
Schlussstein des Bogens mit Sonnenemblem

Das Hôtel d’Espinoy (auch als Pavillon de la Reine bezeichnet) in Paris, der französischen Hauptstadt, ist ein Hôtel particulier im 3. Arrondissement. Im Jahr 1984 wurde der Stadtpalast an der Place des Vosges Nr. 28 als Monument historique in die Liste der Baudenkmäler in Frankreich aufgenommen.
Das Haus wurde Anfang des 17. Jahrhunderts errichtet. Bemerkenswert ist die prächtige Treppe mit einem schmiedeeisernen Geländer.